# 1935 dans le catholicisme
Chronologie du catholicisme
- 1931
- 1932
- 1933
- 1934
- 1935
- 1936
- 1937
- 1938
- 1939

Cet article présente les faits marquants de l'année 1935 dans le catholicisme.

## Évènements
- 19 mai : canonisation de Thomas More et John Fisher.
- 16 décembre : création de 18 cardinaux par Pie XI.

## Naissances
- 3 janvier : Giovanni Lajolo, cardinal italien de la Curie, précédemment archevêque titulaire de Caesariana (de)
- 10 janvier : Angelo Mottola, prélat italien, diplomate du Saint-Siège et archevêque titulaire de Cercina (de) († 8 novembre 2014)
- 13 janvier : Patrick de Laubier, prêtre, universitaire et sociologue français († 28 février 2016)
- 6 février : Edwin Barnes, ancien évêque anglican devenu prêtre catholique britannique († 6 février 2019)
- 16 février : Onesimo Cadiz Gordoncillo, prélat philippin, archevêque de Capiz († 13 novembre 2013)
- 18 février : Nicolas Castellanos Franco, prélat espagnol, évêque de Palencia, démissionnaire pour partir en mission en Bolivie († 19 février 2025)
- 27 février : Pierre Pican, prélat français, évêque de Bayeux-Lisieux († 23 juillet 2018)
- 12 mars : Paul Marx, prélat et missionnaire français, évêque de Kerema († 19 juin 2018)
- 16 mars : Xavier de Maupeou, prélat et missionnaire français, évêque de Viana
- 18 mars : Antonios Naguib, cardinal égyptien, patriarche copte d'Alexandrie († 28 mars 2022)
- 27 mars : Bienheureux Stanley Rother, prêtre américain, missionnaire au Guatemala et martyr († 28 juillet 1981)
- 29 mars : Alain Maillard de La Morandais, prêtre, animateur de radio et chroniqueur français, "aumônier des politiques"
- 4 avril : 
  - Robert Chapuis, prélat et missionnaire français, évêque de Mananjary ayant renoncé à la prêtrise († 8 mars 2009)
  - Hans-Georg Koitz, prélat allemand, évêque titulaire d'Hildesheim et évêque titulaire de Cantanus (de)
- 17 avril : 
  - Bienheureux Mikel Beltoja, prêtre et martyr albanais († 10 février 1974)
  - André L'Hénoret, prêtre ouvrier et missionnaire français au Japon († 21 avril 2018)
- 19 avril : Justin Francis Rigali, cardinal américain, archevêque de Philadelphie
- 22 mai : Bellino Ghirard, prélat français, évêque de Rodez († 26 juillet 2013)
- 28 mai : 
  - Jean Fréchet, prêtre et humanitaire français († 17 mars 2011)
  - Wilhelm Kurtz, prélat et missionnaire polonais, archevêque de Madang († 14 février 2023)
- 2 juin : Pedro Meca, prêtre espagnol réfugié en France, engagé dans l'action sociale († 17 février 2015)
- 7 juin : Andreas Henrisusanta, prélat indonésien, évêque de Tanjungkarang († 10 mars 2016)
- 6 août : Fortunato Baldelli, cardinal italien de la Curie, précédemment diplomate du Saint-Siège et archevêque titulaire de Mevania (de) († 20 septembre 2012)
- 13 août : Joseph Victor Adamec (en), prélat américain, évêque d'Altoona-Johnstown (en) († 20 mars 2019)
- 15 août : 
  - Émile Destombes, prélat et missionnaire français, vicaire apostolique de Phnom Penh et évêque titulaire d'Altava (de) († 28 janvier 2016)
  - Marcel Neusch, religieux assomptionniste, théologien et philosophe français († 30 décembre 2015)
- 16 août : Cyril Mar Baselios Malancharuvil, prélat indien, archevêque majeur syro-malankare de Trivandrum († 18 janvier 2007)
- 6 septembre : Fabian Bruskewitz, prélat américain, évêque de Lincoln
- 11 septembre : Jacques Gaillot, prélat français, évêque d’Évreux démis de ses fonctions pour ses prises de position († 12 avril 2023)
- 12 septembre : Guy Gilbert, prêtre, éducateur et écrivain français, "curé des loubards"
- 13 septembre : Jean-Claude Hertzog, prélat français, évêque auxiliaire de Bordeaux et évêque titulaire de Tigias (de) († 24 novembre 2005)
- 19 septembre : Velasio De Paolis, cardinal italien de la Curie, précédemment archevêque titulaire de Thélepte (de) († 9 septembre 2017)
- 20 septembre : André Fort, prélat français, évêque d'Orléans
- 21 septembre : Santos Abril y Castelló, cardinal espagnol de la Curie, précédemment diplomate du Saint-Siège et archevêque titulaire de Tamada (de)
- 28 septembre : Jacqueline Aubry, voyante des apparitions mariales de L'Île-Bouchard († 15 mars 2016)
- 30 septembre : John Wijngaards, prêtre, missionnaire et théologien néerlandais, défenseur de l'ordination des femmes († 2 janvier 2025)
- Octobre : Jean Dubray, prêtre, théologien et enseignant français
- 4 novembre : Raphaël Marie Ze, prélat camerounais, évêque de Sangmélima († 6 septembre 2011)
- 5 novembre : Osvaldo Raineri, prêtre, linguiste et enseignant italien
- 8 novembre : Alfonso López Trujillo, cardinal colombien de la Curie († 19 avril 2008)
- 11 novembre : John Patrick Foley, cardinal américain de la Curie, précédemment archevêque titulaire de Néapolis-en-Proconsulaire (de) († 11 décembre 2011)
- 12 novembre : Jan Sikorski, prêtre et théologien polonais, opposant à la dictature communiste
- 29 novembre : David Trosch, prêtre américain, militant contre l'avortement et l'homosexualité († 12 octobre 2012)
- 30 novembre : Reynald Rouleau, prélat canadien, évêque de Churchill-Baie d'Hudson
- 8 décembre : Johannes Gerardus Maria van Burgsteden, prélat néerlandais, évêque auxiliaire de Haarlem-Amsterdam et évêque titulaire de Thibilis (de)
- Date précise inconnue : 
  - Pere Riutort Mestre, prêtre, pédagogue, philologue et liturgiste espagnol († 21 novembre 2021)
  - Faustin Ngabu, prélat catholique congolais, évêque de Goma

## Décès
- 1er janvier : Francis Bourne, cardinal britannique, archevêque de Westminster (° 23 mars 1861)
- 5 janvier : Bienheureux Pierre Bonilli, prêtre italien, fondateur des Sœurs de la Sainte Famille de Spolète (° 15 mars 1841)
- 17 janvier : Antoni Malecki, prélat polonais en URSS, administrateur apostolique de Leningrad (° 17 avril 1861)
- 6 février : Pierre-Marie Gendreau, prélat et missionnaire français, vicaire apostolique d'Hanoï et évêque titulaire de Chrysopolis-en-Arabie (de) (° 26 novembre 1850)
- 10 février : Bienheureuse Eusebia Palomino Yenes, religieuse espagnole (° 15 décembre 1899)
- 14 février : Pierre Paulin Andrieu, cardinal français, archevêque de Bordeaux (° 8 décembre 1849)
- 27 février : Olivier de Durfort de Civrac, prélat français, évêque de Poitiers (° 12 juillet 1863)
- 6 mars : Jean de Guébriant, prélat et missionnaire français en Chine, supérieur général des Missions étrangères de Paris (° 11 décembre 1860)
- 7 mars : Bienheureux Léonide Féodoroff, prêtre grec-catholique russe, martyr du communisme (° 4 novembre 1879)
- 24 mars : Bienheureuse Marie Karłowska, religieuse polonaise, fondatrice des Sœurs du Bon Pasteur de la Divine Providence (° 4 septembre 1865)
- 28 mars : Ingbert Naab, prêtre capucin allemand, opposant au nazisme (° 5 novembre 1885)
- 29 mars : Jules Moury, prélat et missionnaire français, premier vicaire apostolique de Côte d'Ivoire et évêque titulaire d'Ariassus (de) (° 11 octobre 1873)
- 5 avril : Achille Locatelli, cardinal italien de la Curie, précédemment diplomate du Saint-Siègeet archevêque titulaire de Thessalonique (de) (° 15 mars 1856)
- 16 avril : Jean-Baptiste Le Mel, prêtre français, connu pour son ascétisme et son énergie (° 17 août 1877)
- 17 mai : Bienheureuse Antonia Mesina, martyre de la pureté italienne (° 27 juin 1919)
- 21 mai : Paul-Marie Le Bihain, prélat et missionnaire français, évêque de Port-de-Paix (° 30 septembre 1872)
- 23 mai : Matthew Kadalikattil, prêtre syro-malabar et vénérable indien, fondateur des Sœurs de la congrégation du Sacré-Cœur (° 25 avril 1882)
- 9 juillet : Pietro La Fontaine, cardinal italien, patriarche de Venise (° 29 novembre 1860)
- 19 juillet : Victor Terret, prêtre et historien français (° 21 juillet 1856)
- 1er août : Pierre-Joseph Hurth, prélat et missionnaire français, évêque de Nueva Segovia (de) puis archevêque titulaire de Bostra (de), précédemment évêque de Dacca et évêque titulaire d'Eleutherna (de) (° 30 mars 1857)
- 26 septembre : Joseph Le Bayon, prêtre français et dramaturge en langue bretonne (° 11 avril 1876)
- 18 novembre : Henri Watthé, prêtre et missionnaire français, fondateur de la Maison du Missionnaire (° 6 août 1878)
- 16 décembre : Michele Lega, cardinal italien de la Curie (° 1er janvier 1860)
- Date précise inconnue : Leone Nani, prêtre, photographe et missionnaire italien en Chine (° 1880)